# À vif ! (film, 2015)
Pour les articles homonymes, voir À vif.
Pour plus de détails, voir Fiche technique et Distribution.
À vif ! ou Brûlé : Un chef sous pression au Québec (Burnt), est un film américain réalisé par John Wells, sorti en 2015.
Adam Jones, chef doublement étoilé, revient à Londres et tente de tirer un trait sur son passé de toxicomane alcoolique. Pour cela, il engage une équipe de cuisiniers composée d'anciennes connaissances et de jeunes apprentis prometteurs. Son seul et unique but : obtenir une troisième étoile au guide Michelin. Adam, dont le tempérament est colérique, égocentrique et perfectionniste, se heurte bientôt à son passé et doit faire confiance à l'équipe qui l'entoure pour espérer atteindre son objectif...

## Synopsis
Adam Jones était le chef d'un restaurant parisien de grande classe appartenant à son mentor Jean-Luc, jusqu'à ce que sa consommation de drogue et son comportement capricieux détruisent sa carrière et le restaurant. À la suite de cela, Adam s'est exilé à La Nouvelle-Orléans pour se dégriser, envisageant de se rendre à Londres pour reprendre sa carrière et tenter de gagner une troisième étoile Michelin.
À Londres, Adam recherche d'anciens collègues, à commencer par l'ancien maître d'hôtel de son mentor, Tony Balerdi, aujourd'hui directeur de l'hôtel The Langham Hotel à Londres, propriété de la famille Balerdi. Adam dort dans l'une des chambres du Langham puis rend visite à un vieil ami, Conti et note le talent de sa sous-chef Hélène, mais elle n'aime pas son arrogance et le renvoie immédiatement. Un collègue parisien, Michel, dont Adam avait saboté le restaurant par jalousie, le traque. Après une brève bagarre, ils parlent et Michel pardonne à Adam puis demande à travailler pour lui. Adam visite également un restaurant de pointe dirigé par Reece, avec qui il entretient une rivalité de longue date, et la visite se termine mal. L'ancien trafiquant de drogue d'Adam se rend compte qu'il est retourné en Europe et tente de recouvrer la dette impayée d'Adam.
Adam convainc la célèbre critique de restaurant Simone de dîner à l'hôtel de Tony. Tony se rend compte qu'Adam a mis cela en place et hésite à le laisser cuisiner, mais dans l'état où se trouve la cuisine, ce qui entraînera la fermeture de son restaurant par Simone, il permet à Adam de cuisiner, ne voyant aucune autre issue. L'avis favorable de Simone convainc Tony de rénover la cuisine de l'hôtel et d'embaucher Adam comme chef de cuisine en permanence. Il stipule qu'Adam doit se soumettre à des tests de dépistage hebdomadaires avec le psychiatre de Tony, le Dr Rosshilde. Adam accepte les tests, bien qu'il ne soit pas intéressé par la thérapie et se lance dans les préparatifs de la grande ouverture. Un autre vieil ami, Max, rejoint l'équipe d'Adam après sa libération de prison. Hélène repousse d'autres offres d'emploi jusqu'à ce que son patron, Conti la licencie et l'envoie dans la cuisine d'Adam. Hélène est furieuse d'être renvoyée, mais Adam la convainc de travailler pour lui en triplant son salaire.
La soirée d'ouverture est un désastre, et Adam arrête furieusement le service, blâmant Hélène. Il l'humilie publiquement, passant d'une agression verbale à une agression physique, et elle quitte le restaurant. Adam participe à un talk-show qu'il a précédemment refusé pour faire de la publicité pour le restaurant. À sa deuxième ouverture, un critique de restaurant donne une critique positive, enrageant Reece. Tony convainc Hélène de revenir avec un salaire doublé et un lui montre une autre facette de la personnalité d'Adam. Adam améliore son attitude, mais refuse sa demande de congé pour l'anniversaire de sa fille Lily. Plus tard, il remarque que sa cuisine agit d'une manière étrange et Hélène révèle que sa fille est au restaurant sous la supervision de Tony, car elle ne voulait pas passer son anniversaire à la maison. Adam est désorienté, mais se décide finalement à préparer à Lily un gâteau d'anniversaire, ce qui impressionne Hélène.
Avec la réputation du restaurant établie, Adam vise une nouvelle étoile Michelin, évitant toujours son trafiquant de drogue, même après que Tony propose de rembourser sa dette. Adam emmène Hélène à la réouverture du restaurant de Reece. Adam et Reece sont décontractés, mais la nuit déraille quand Adam aperçoit son ex-petite amie Anne Marie, la fille de son mentor, Jean Luc. Adam discute avec Anne Marie qui pardonne de façon surprenante le fait qu'Adam l'a abandonnée à Paris et a raté les funérailles de son père. La rencontre laisse Adam secoué et introspectif sur son échec à Paris. Tôt le lendemain matin, Hélène le retrouve au marché aux poissons où ils s'embrassent dans l'allée derrière The Langham sur le chemin du retour au restaurant. Ils sont interrompus par les voyous du trafiquant de drogue, qui enlèvent Adam. Il revient ce soir-là pendant le dîner battu et meurtri.
Kaitlin, la réceptionniste informe Tony que deux critiques Michelin sont arrivées, et il cuisine pour eux plutôt que d'aller à l'hôpital. Ils renvoient leurs repas car ils sont trop épicés, et Michel révèle qu'il a saboté la sauce au poivre de Cayenne pour se venger de la cruauté passée d'Adam avant de quitter le restaurant. Au bout du rouleau, Adam quitte le restaurant.
Il erre dans la ville, arrivant finalement au restaurant de Reece ivre. Une fois à l'intérieur, il commence à se décomposer émotionnellement et effectue une tentative de suicide. Reece l'apaise et ils se séparent le lendemain matin. Adam assiste à une séance de thérapie de groupe, puis retourne à l'hôtel, où il apprend qu'Anne Marie a remboursé sa dette. Elle lui donne les couteaux de son père et lui dit qu'elle approuve Hélène. Tony et Hélène retrouvent Adam et lui disent que les deux hommes qu'ils pensaient être des critiques Michelin n'étaient en fait que des hommes d'affaires en voyage. Adam se réjouit de l'opportunité d'une seconde chance, et lui et Hélène s'embrassent.
Grandi par ses expériences, Adam change sa façon de gérer la cuisine. Grâce à son attitude améliorée et à son travail d'équipe, le restaurant reçoit sa troisième étoile Michelin.

## Fiche technique
Sauf indication contraire, les informations mentionnées dans cette section peuvent être confirmées par la base de données cinématographiques IMDb,  présente dans la section « Liens externes ».
- Titre : À vif !
- Titre québécois : Brûlé : Un chef sous pression
- Titre original : Burnt
- Réalisation : John Wells
- Scénario : Steven Knight, d'après une histoire de Michael Kalesniko
- Musique : Rob Simonsen
- Direction artistique : John Frankish
- Décors : David Gropman
- Costumes : [costumier]
- Photographie : Adriano Goldman
- Montage : Nick Moore
- Production : Michael Shamberg, Stacey Sher et Erwin Stoff
  - Production déléguée : Kris Thykier
- Sociétés de production : 3 Arts Entertainment, Double Feature Films et PeaPie Films
- Sociétés de distribution : The Weinstein Company (États-Unis), SND / Mars Films (France)
- Pays d'origine :  États-Unis
- Langue originale : anglais
- Genre : comédie dramatique
- Durée : 100 minutes
- Dates de sortie[1] :
  - États-Unis : 30 octobre 2015
  - France : 4 novembre 2015

## Distribution
- Bradley Cooper (VF : Alexis Victor ; VQ : Philippe Martin (acteur)) : Adam Jones
- Emma Thompson (VF : Frédérique Tirmont ; VQ : Élise Bertrand) : Dr Rosshilde
- Daniel Brühl (VF : Jochen Haegele ; VQ : Nicolas Charbonneaux-Collombet) : Tony
- Omar Sy (VF : lui-même ; VQ : Fayolle Jean Jr.) : Michel
- Sienna Miller (VF : Céline Mauge ; VQ : Catherine Proulx-Lemay) : Helene
- Matthew Rhys (VF : Arnaud Arbessier ; VQ : François Godin) : Reece
- Uma Thurman (VF : Odile Cohen ; VQ : Nathalie Coupal) : Simone
- Lily James (VF : Alexia Papineschi ; VQ : Kim Jalabert) : Sara
- Alicia Vikander (VF : Élisabeth Ventura ; VQ : Sarah-Jeanne Labrosse) : Anne Marie
- Riccardo Scamarcio (VF : Damien Ferrette ; VQ : Frédérik Zacharek) : Max
- Sam Keeley (VF : Laurent Morteau ; VQ : Louis-Philippe Berthiaume) : David
- Henry Goodman : Conti
- Sarah Greene (VF : Sylvie Jacob) : Kaitlin

 Source et légende : version française (VF) sur RS Doublage

## Production

### Titre
Le film est initialement intitulé Chef, mais afin d'éviter toute confusion avec le film Chef de Jon Favreau, John Wells modifie le titre en Adam Jones, du nom du personnage principal.
En juillet 2014, le producteur Harvey Weinstein débaptise le film. Fin juillet 2015, le film est finalement nommé Burnt, et début août, les premières affiches portant ce titre sont dévoilées.
En septembre 2015, le titre français est dévoilé : À vif !.

### Tournage
Le tournage du film commence le 23 juillet 2014 à La Nouvelle-Orléans, en Louisiane, pour une durée de deux jours,. La production se déplace ensuite à Londres.

## Accueil

### Accueil critique
Sur le site agrégateur de critiques Rotten Tomatoes, le film obtient un score de 28 % d'avis favorables, sur la base de 159 critiques collectées et une note moyenne de 4,90/10 ; le consensus du site indique : « [À vif !] offre quelques cuillerées de drame culinaire convaincant, mais elles sont perdues dans un goulash aqueux, dominé par un personnage principal peu recommandable et des clichés exagérés ». Sur Metacritic, le film obtient une note moyenne pondérée de 42 sur 100, sur la base de 28 critiques collectées ; le consensus du site indique : « Avis mitigés ou moyens ».

### Box-office
Aux États-Unis, le film sort dans 3 003 salles mais ne parvient qu'à prendre la sixième position du box-office, avec une recette de 5 002 521 dollars lors de son premier week-end d'exploitation. Il ne parvient qu'à totaliser 13 651 946 $ en Amérique.
En France, le long-métrage prend la quatrième place du box-office avec 217 940 entrées en première semaine. Il termine avec seulement 392 250 entrées.
À la fin de son exploitation en salles, le film ne recueille qu'une recette totale de 36,6 millions de dollars, pour un budget de production estimé à 20 millions. Après Welcome Back, c'est la seconde fois qu'un film avec Bradley Cooper fait un mauvais démarrage en salles.